# Hellingsprocessen
Hellingsprocessen omvatten een brede waaier aan geomorfologische processen, waarbij bodem, zand, regoliet en rots hellingafwaarts bewegen, typisch als een solide, continue of discontinue massa. Het transport is in grote mate gestuurd door de zwaartekracht en heeft vaak eigenschappen van grondverschuivingen of modderstromen.

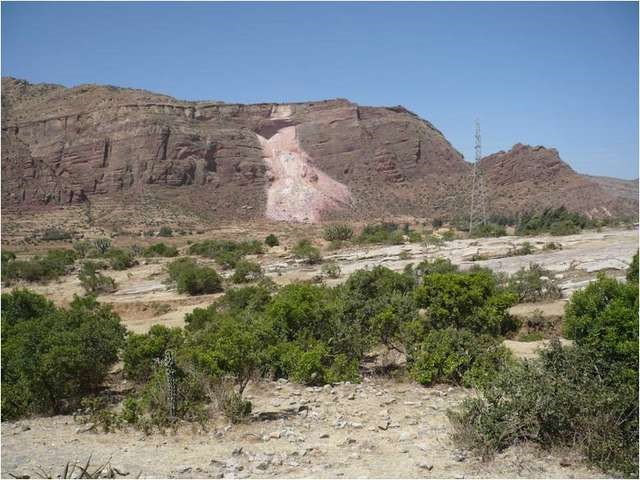
Wukro (Ethiopië) - harde zandsteen (rotswand) over tilliet (onderste deel van de helling) en afstorting

## Types hellingprocessen

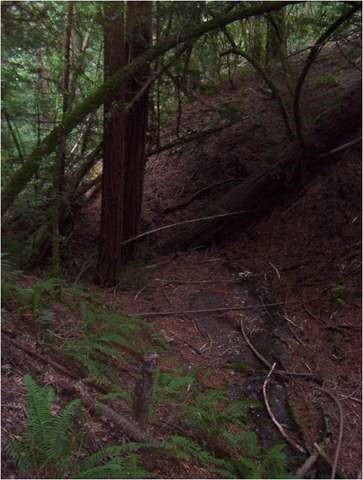
Zeer weinig hellingprocessen in dit bos in Californië

- Vallen
- Afschuiven
- Kruipen
- Vloeien
- Afspoelen

## Factoren die de hellingsprocessen beïnvloeden

### Klimaat en vegetatie
Het klimaat speelt een grote rol bij hellingsprocessen: de hoeveelheid en de frequentie van de neerslag, de intensiteit van de regen per tijdseenheid, de uitdroging door verdamping, het optreden en de sterkte van  vorst en sneeuwval, al deze factoren zijn van directe invloed op de aard van het hellingproces.
Indirect beïnvloedt het klimaat de hellingsprocessen doordat het mede de vegetatie en de verwering bepaalt: een dichte vegetatie bv. remt het vloeien en de afspoeling van bodemdeeltjes, maar bevordert de chemische verwering die het gesteentemateriaal geschikt maakt om door de hellingsprocessen te worden vervoerd.

### Voorgeschiedenis

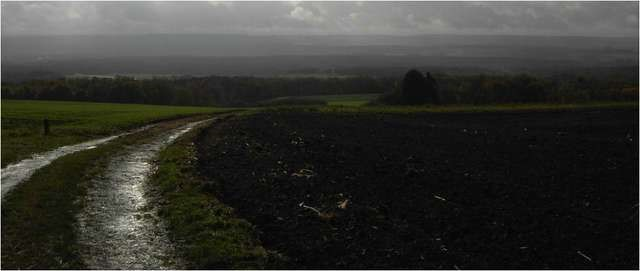
Belang van voorgeschiedenis bij hellingsprocessen – zicht over de Famenne

Elke helling heeft een kortere of een langere geschiedenis achter de rug en heeft daardoor een bepaalde steilte en een bepaald profiel gekregen. Op een steile helling, bijvoorbeeld een helling die door een rivier of de branding wordt ondergraven, werken de hellingsprocessen anders dan op een flauwe helling, die reeds lang aan de werking van alleen de verwering en de denudatie is overgelaten.
Een helling kan ook verschillende klimaten hebben meegemaakt: vele hellingen in de gematigde klimaatgordel dragen nog de sporen van gelifluctie uit de ijstijd, en hellingen in de aride klimaatgordel de sporen van een vroeger regenrijker klimaat.

### Materialen: gesteente en bodem
Verscheidene eigenschappen van een gesteente of een bodem bepalen het gedrag ten opzichte van de hellingsprocessen en daardoor de vorm die de helling aanneemt.
De belangrijkste eigenschap is wel de cohesie, dus de mate van samenhang: deze is geringer bij losse sedimenten en de meeste bodems, die dan ook flauwe hellingen te zien geven. Bij een verhard gesteente of een bodem met korstvorming hangt de beweeglijkheid af van de mate waarin het door splijtvlakjes of laagvlakken is verbrokkeld. Een schalie vertoont dan ook flauwere hellingen dan een massieve zandsteen of kalksteen.
Een tweede eigenschap is de permeabiliteit: bij een grote permeabiliteit verdwijnt het regenwater in de poriën en is er minder water beschikbaar voor afspoeling. Hieraan danken massieve kalksteenlagen (met oplossingsholten) en zandsteenlagen mede hun geschiktheid voor het vormen van steile wanden. Bij een impermeabel gesteente, bv. klei, dringt het water langzaam in de poriën binnen, zodat dit al veel eerder aanleiding geeft tot afspoelen of vloeien.
Een volgende voor de hellingprocessen belangrijke eigenschap is de verweerbaarheid van een gesteente: hoe sneller het verweert, des te sneller kan het verweringsmateriaal worden afgevoerd en des te sterker wijkt de helling terug. De verweringssnelheid is niet alleen van het klimaat afhankelijk maar ook van het gesteente zelf. Graniet bv., die in een koud klimaat resistent is en vaak boven het omringende reliëf uitsteekt, verweert in een tropisch klimaat zo snel dat een granietgebied soms een depressie vormt in het reliëf.

## Evolutie van hellingen

### De helling als dynamisch stelsel
Doordat op een helling het gesteente verweert en het verweringsmateriaal door de hellingsprocessen wordt weggevoerd, wijkt een helling geleidelijk terug; een helling is dan ook niet een stabiele vorm maar een dynamisch stelsel. 
Als het effect van de processen overal op de helling, van boven tot beneden, gelijk is, wijkt de helling per tijdseenheid overal even snel terug, d.w.z. evenwijdig aan zichzelf. Dit is het geval als het verweringsmateriaal snel wordt afgevoerd, vb. door vallen of afspoeling. Meestal echter is er van boven naar beneden een verschil in de werking van de processen, bv. doordat van boven gekomen verweringsmateriaal lager op de helling blijft liggen. Dan kan het hellingsprofiel in de loop van de tijd veranderen. Elke helling is dan als het ware een momentopname uit deze evolutie.
Hellingsprofielen (of delen daarvan) kunnen globaal worden ingedeeld in rechte hellingen (hellingshoek van boven naar beneden constant), concave hellingen (bovenaan steiler) en convexe hellingen (beneden steiler). Natuurlijke hellingen kunnen uit combinaties hiervan bestaan, die geleidelijk of met scherpe knikken in elkaar overgaan.
Er zullen hier drie voorbeelden worden gegeven van de evolutie van hellingen, bij elk waarvan een verschillend proces werkzaam is. Bij de eerste twee, resp. met vallen van gesteente van een rotswand en met afspoelen door regen, wijkt de helling aanvankelijk evenwijdig aan zichzelf terug en wordt zij later concaaf. Bij het derde voorbeeld, met creep en gelifluctie, wordt de helling convex.

### Terugwijken van rotswanden
Bij de behandeling van het terugwijken van een rotswand zullen we het tijdsverloop in een aantal gelijke tijdseenheden verdelen en nagaan wat er telkens na een tijdseenheid is gebeurd. Daar bij een homogeen gesteente alle stukken van de wand een gelijke kans hebben los te verweren en naar beneden te vallen, wordt bij deze beschouwingswijze aangenomen dat na één tijdseenheid de wand overal met eenzelfde bedrag is teruggeweken. Het onderste stukje gesteente blijft echter op zijn plaats, daar dit niet kan vallen. Na een tweede tijdseenheid is de wand opnieuw evenveel teruggeweken maar is een tweede stukje aan de benedenkant op zijn plaats gebleven doordat het door het eerste stukje verhinderd wordt te vallen. Al deze op hun plaats gebleven stukjes gesteente vormen samen (als men de tijdseenheden en de stukjes maar klein genoeg neemt) een continue vlakkere helling die zich aan de voet van de rotswand uitbreidt ten koste van de terugwijkende wand. Van deze flauwere helling kunnen geen stenen meer afvallen en kan het materiaal na voortgaande verwering nog slechts door kruipen of afspoelen worden verplaatst.
Wordt echter een helling aan de voet ondergraven, bv. door erosie aan de buitenbocht van een rivier of door de branding van de zee, dan stort het gesteente af en krijgt de helling beneden de maximale helling die het gesteente kan verdragen. Dan is de helling beneden dus steiler dan bovenaan. Ook als een resistent gesteente dat de neiging heeft steile wanden te vormen (bv. een massieve zandsteen of kalksteenlaag), op een weinig resistent gesteente (bv. klei of mergel) ligt, wijkt de helling in dit laatste materiaal door afglijden en afspoelen snel terug en wordt het massieve gesteente daarboven ondermijnd. Het breekt langs diaklazen af, de stukken vallen naar beneden en het gesteente houdt steeds zijn maximale helling.

### Terugwijken van afspoelingshellingen
De afspoeling is het meest effectief in bodems en weinig geconsolideerde sedimenten bij een schaarse of afwezige begroeiing, dus vooral in droge of semi-aride klimaten met af en toe een heftige regenbui. Ook hier werkt het proces aanvankelijk vrijwel gelijkmatig op de gehele helling en wijkt deze ongeveer evenwijdig aan zichzelf terug. Hier vormt zich ten koste van de terugwijkende helling aan de voet eveneens een vlakker gedeelte, met een hellingshoek die nog juist voldoende is voor het afstromen van water. Dit is een pediment, een vorm die we bij het fluviatiele reliëf reeds in het groot zijn tegengekomen.
Het afstromende regenwater verenigt zich al spoedig in miniatuurgeultjes, die evenals echte riviertjes een concaaf profiel hebben, zodat ook de gehele helling na enige tijd een concaaf profiel krijgt.

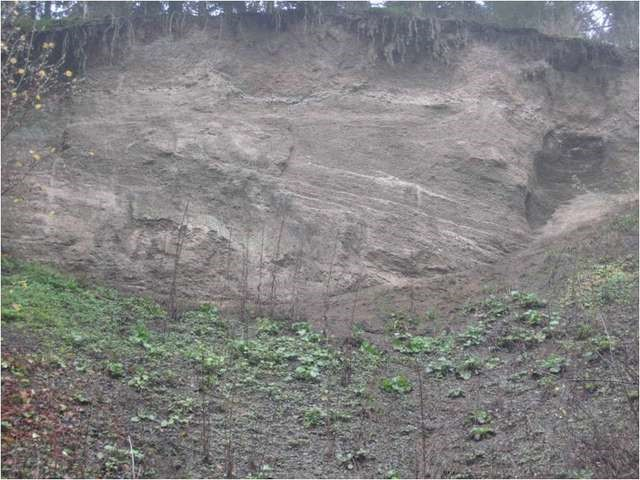
Quartaire afzetting op een helling in Enscherange (GHL) - grèzes litées (onderaan) en gelifluctieafzetting (bovenaan)

### Hellingen met soil creep of gelifluctie
Bij een langzame beweging van de deeltjes wordt de dikte van de verweringslaag op een willekeurige plaats van de helling niet alleen bepaald door wat daar aan verweringsmateriaal is geproduceerd maar ook door wat van boven is gekomen op zijn langzame weg naar beneden. Op een homogene rechte helling zou de laag dus in dikte moeten toenemen van boven naar beneden. Daar een dikke verweringslaag de verwering remt en de laag boven aan de helling het dunst is, wijkt hier de helling sneller terug, zodat een convex hellingprofiel ontstaat. Zodra de helling bovenaan minder steil is geworden, wordt hier het transport van het verweringsmateriaal vertraagd en krijgen we een meer gelijkmatige dikte van de verweringslaag over de gehele helling. De voet van de helling kan weer concaaf worden doordat zich hier meer water verzamelt en het materiaal eerder kan gaan vloeien. Dan ontstaat een helling met een steiler middendeel en vlakkere bovenste en onderste delen. Als deze vlakkere delen zich uitbreiden ten koste van het steilere deel wordt de gehele helling flauwer.